# Haplopharyngida
Haplopharyngida – rząd wyłącznie morskich wirków z gromady Macrostomorpha. Opisano dotychczas zaledwie 3 gatunki z tej grupy.

## Systematyka[3]
- rząd: Haplopharyngida Karling, 1974
  - rodzina: Haplopharyngidae Meixner, 1938
    - rodzaj: Haplopharynx Meixner, 1938
      - Haplopharynx quadristimulus Ax, 1971
      - Haplopharynx rostratus Meixner, 1938
      - Haplopharynx papii Schockaert, 2014

## Budowa[4]
Niewielkie (do kilku mm) robakowate zwierzęta. Z przodu ciała posiadają subterminalnie położony otwór gębowy, który prowadzi do prostej gardzieli (tzw. pharynx simplex) z obecnymi gruczołami gardzielowymi. Gardziel przechodzi w jelito otwierające się w tylnej części ciała odbytem. Przed gardzielą obecny charakterystyczny mięśniowo wynicowywany ryjek (proboscis) wyposażony w gruczoły odpowiedzialne za produkcję rhabtidów. Zwierzęta hermafrodytyczne, posiadają osobne ujście żeńskiego i męskiego układu płciowego. Męski narząd kopulacyjny wyposażony w kutykularny sztylet i igły.

## Rozmnażanie i rozwój
Występuje zapłodnienie wewnętrzne, zapłodnione ektolecytalne jaja przechodzą bruzdkowanie spiralne.

## Występowanie[5]
Przedstawiciele rzędu są znani głównie z północnego Atlantyku (wybrzeża Europy, Północnej Karoliny, Panamy i Bermudów) i Morza Śródziemnego (Francja, Adriatyk, Morze Tyrreńskie).